# Rock and Roll Hall of Fame
Le Rock and Roll Hall of Fame and Museum, que l'on peut traduire par « le Musée et le Panthéon du Rock and Roll », est un musée, mais également une institution, qui conserve et archive les moments les plus significatifs des plus grands artistes de rock, ou des plus influents, qu'ils soient chanteurs, musiciens, producteurs, ou toute autre personne ayant eu une influence de façon notable sur l'industrie du rock. Ce musée est situé à Cleveland, dans l'État américain de l'Ohio. Il a été conçu par l'architecte Ieoh Ming Pei.
Une annexe du musée a ouvert le 8 décembre 2008 dans le quartier de SoHo à New York (fermée depuis).

## Création de la fondation et du musée
La « Rock and Roll Hall of Fame Foundation » (« Fondation du Panthéon du rock ») est fondée en 1983, dans le but de créer le « Rock and Roll Hall of Fame and Museum ». Sa première mission est de trouver un site pour accueillir un musée.
La ville de Cleveland milite activement pour accueillir ce musée, car ses habitants estiment que le disc jockey Alan Freed a activement promu ce nouveau genre de musique nommé « rock 'n' roll ». Après une pétition signée par près de 600 000 admirateurs en faveur de Cleveland, et à la suite d'un sondage mené par le journal USA Today, où Cleveland l'emporte par 100 000 votes, le conseil de la fondation du Rock and Roll Hall of Fame choisit cette ville pour y ériger son musée.
Le musée est ouvert le 2 septembre 1995, dans un immeuble conçu par Ieoh Ming Pei. Ce bâtiment renferme une documentation complète sur l'histoire du rock. Les personnes sélectionnées pour le « Panthéon du Rock » sont honorées dans un espace qui leur est spécialement consacré au sein même du musée.

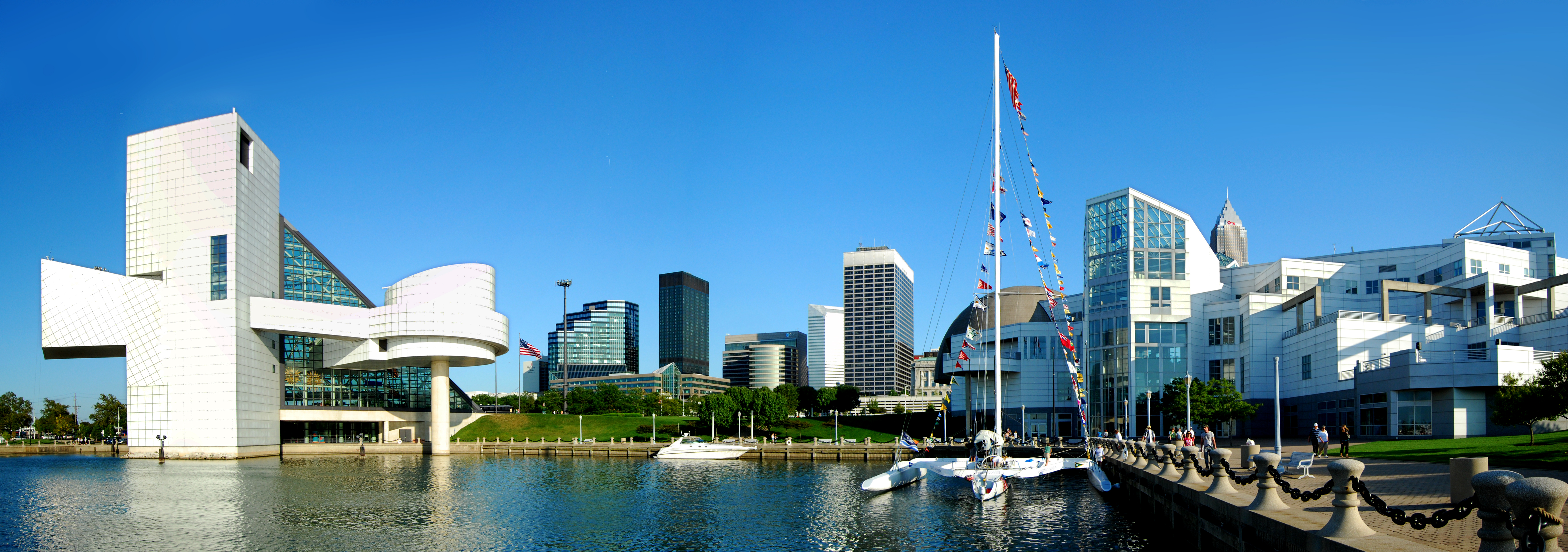
Le Hall of Fame (à gauche) avec le Lac Érié au premier-plan.

## Description

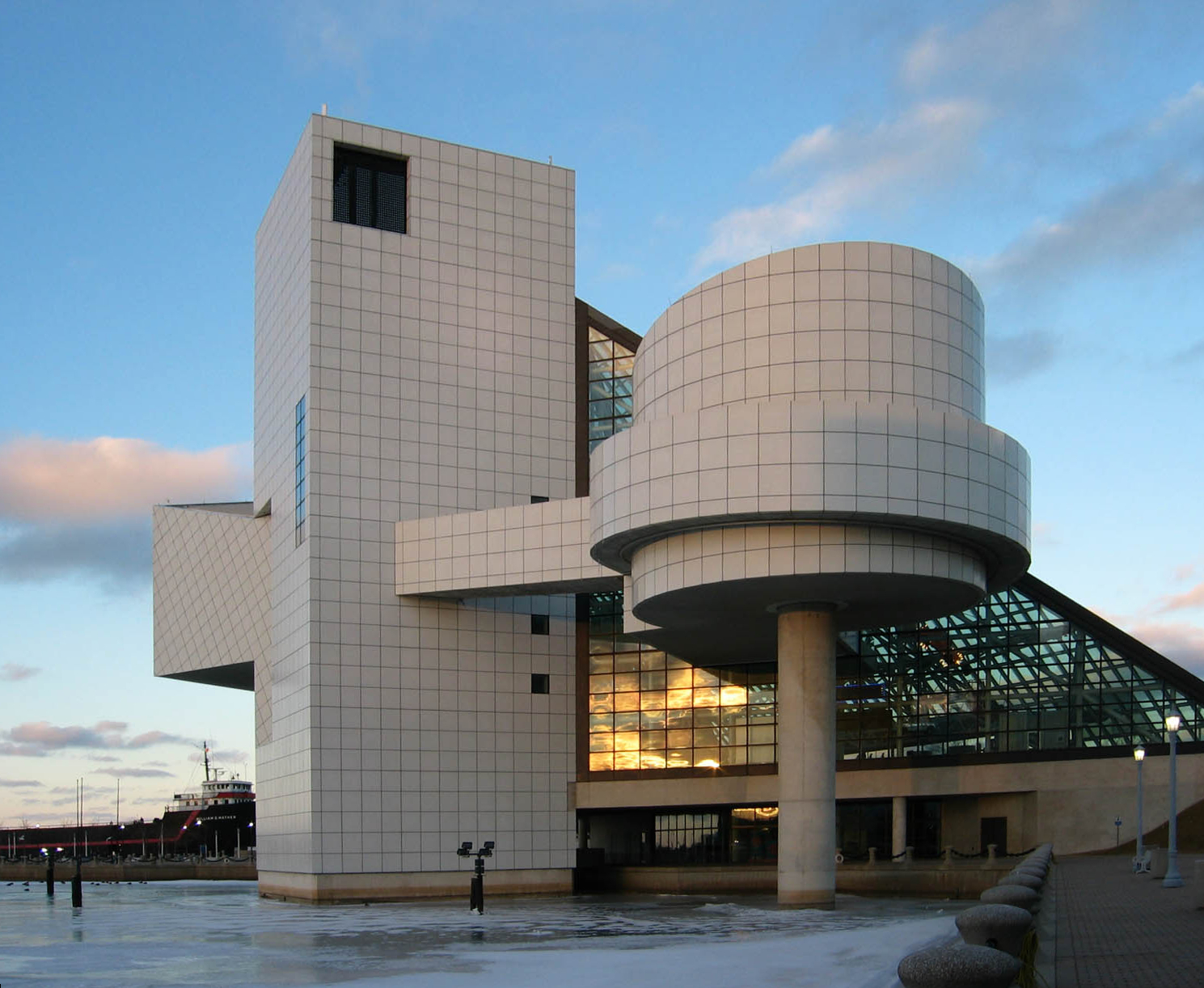
Le Hall of Fame avec le Lac Érié au premier-plan.

Chaque année, quelques artistes sont acceptés en tant que membres du « Panthéon du Rock » lors de la Rock and Roll Hall of Fame Induction Ceremony, une cérémonie tenue à New York. C'est le 27 janvier 1986 que les premiers membres furent élus : Elvis Presley, Chuck Berry, James Brown, Ray Charles, Sam Cooke, Fats Domino, the Everly Brothers, Buddy Holly, Jerry Lee Lewis, Little Richard.
En 2006, les groupes musicaux et les personnes sont éligibles 25 ans après leur premier enregistrement. Les musiciens sélectionnés doivent avoir eu une influence notable sur l'histoire du rock. Ils sont partagés entre quatre catégories : Performers (artistes sur scène), Non-Performers (artistes hors scène), Early Influences (pionniers) et, depuis 2000, Sidemen (artistes d'« appui »).
Un comité de sélection composé d'historiens de la musique choisit des artistes pour cette catégorie. Par la suite, les choix sont votés par environ 1 000 experts : universitaires, journalistes, producteurs et toute autre personne ayant une expérience de l'industrie de la musique. Pour être sélectionné, il faut recueillir au moins 50 % de votes. Chaque année, entre cinq et sept artistes sélectionnés sont retenus.

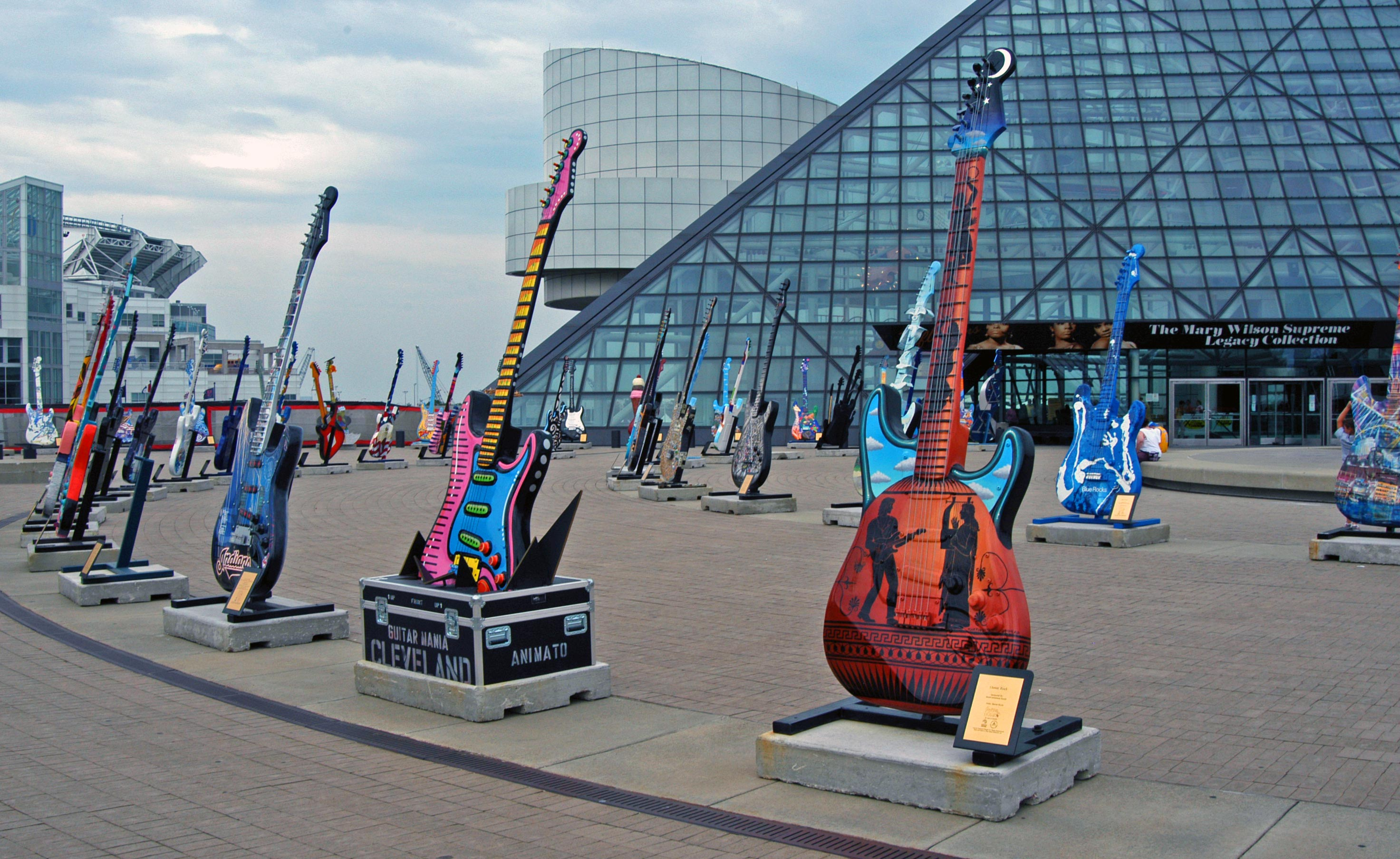
Sculptures de guitares en face du Rock and Roll Hall of Fame.

## Catégories

### Artistes sur scène (Performers)
Les artistes sur scène incluent les chanteurs et les musiciens.
- 1986 : Elvis Presley - Chuck Berry - James Brown - Ray Charles - Sam Cooke - Fats Domino - The Everly Brothers - Buddy Holly - Jerry Lee Lewis - Little Richard
- 1987 : The Coasters - Eddie Cochran - Bo Diddley - Aretha Franklin - Marvin Gaye - Bill Haley - B. B. King - Clyde McPhatter - Rick Nelson - Roy Orbison - Carl Perkins - Smokey Robinson - Big Joe Turner - T-Bone Walker - Muddy Waters - Jackie Wilson
- 1988 : The Beach Boys - The Beatles[1] - The Drifters - Bob Dylan - The Supremes
- 1989 : Dion DiMucci - Otis Redding - The Rolling Stones - The Temptations - Stevie Wonder - Ian Stewart
- 1990 : Hank Ballard - Charlie Christian - Bobby Darin - The Four Seasons - The Four Tops - The Kinks - The Platters - Simon and Garfunkel - The Who
- 1991 : LaVern Baker - The Byrds - John Lee Hooker - The Impressions - Wilson Pickett - Jimmy Reed - Ike et Tina Turner
- 1992 : Bobby Blue Bland - Booker T. and the M.G.'s - Johnny Cash - The Isley Brothers - The Jimi Hendrix Experience - Sam & Dave - The Yardbirds
- 1993 : Ruth Brown - Cream - Creedence Clearwater Revival - The Doors - Frankie Lymon & The Teenagers - Etta James - Van Morrison - Sly and the Family Stone
- 1994 : The Animals - The Band - Duane Eddy - Grateful Dead - Elton John - John Lennon - Bob Marley - Rod Stewart
- 1995 : The Allman Brothers Band - Al Green - Janis Joplin - Led Zeppelin - Martha and the Vandellas - Neil Young - Frank Zappa
- 1996 : David Bowie - Gladys Knight & The Pips - Jefferson Airplane - Little Willie John - Pink Floyd - The Shirelles - The Velvet Underground
- 1997 : Bee Gees - Buffalo Springfield - Crosby, Stills & Nash - The Jackson Five - Joni Mitchell - Parliament/Funkadelic - The (Young) Rascals
- 1998 : Eagles - Fleetwood Mac - The Mamas and the Papas - Lloyd Price - Santana - Gene Vincent
- 1999 : Billy Joel - Curtis Mayfield - Paul McCartney - Del Shannon - Dusty Springfield - Bruce Springsteen - The Staple Singers
- 2000 : Eric Clapton - Earth, Wind and Fire - Lovin' Spoonful - The Moonglows - Bonnie Raitt - James Taylor
- 2001 : Aerosmith - Solomon Burke - The Flamingos - Michael Jackson - Queen - Paul Simon - Steely Dan - Ritchie Valens
- 2002 : Isaac Hayes - Brenda Lee - Gene Pitney - Ramones - Talking Heads - Tom Petty & the Heartbreakers
- 2003 : AC/DC - The Clash - Elvis Costello & the Attractions - The Police - The Righteous Brothers
- 2004 : Jackson Browne - The Dells - George Harrison - Prince - Bob Seger - Traffic - ZZ Top
- 2005 : Buddy Guy - The O'Jays - The Pretenders - Percy Sledge - U2
- 2006 : Black Sabbath - Blondie - Miles Davis - Lynyrd Skynyrd - Sex Pistols
- 2007 : Grandmaster Flash & The Furious Five - R.E.M. - The Ronettes - Patti Smith - Van Halen
- 2008 : Leonard Cohen - The Dave Clark Five - Madonna - John Mellencamp - The Ventures
- 2009 : Metallica - Jeff Beck - Little Anthony and the Imperials - Run–DMC - Bobby Womack
- 2010 : ABBA - Jimmy Cliff - Genesis - The Hollies - The Stooges
- 2011 : Alice Cooper Group - Neil Diamond - Dr. John - Darlene Love - Tom Waits
- 2012 : Beastie Boys - The Blue Caps - The Comets - The Crickets - Donovan - The Famous Flames - Guns N' Roses - The Midnighters - The Miracles - Laura Nyro - Red Hot Chili Peppers - The Small Faces/The Faces
- 2013 : Heart - Albert King - Randy Newman - Public Enemy - Rush - Donna Summer
- 2014 : Peter Gabriel - Hall and Oates - Kiss - Nirvana - Linda Ronstadt - Cat Stevens
- 2015 : The Paul Butterfield Blues Band - Green Day - Joan Jett & the Blackhearts - Lou Reed - Stevie Ray Vaughan & Double Trouble - Bill Withers - Ringo Starr
- 2016 : Deep Purple - Cheap Trick - Chicago - N.W.A. - Steve Miller
- 2017 : Electric Light Orchestra - Joan Baez - Journey - Pearl Jam - Tupac Shakur - Yes
- 2018 : Bon Jovi - The Cars - Dire Straits - The Moody Blues - Nina Simone[2]
- 2019 : Def Leppard - Radiohead - The Cure - Janet Jackson - Stevie Nicks[3]- Roxy Music - The Zombies
- 2020 : Depeche Mode - The Doobie Brothers - Whitney Houston - Nine Inch Nails - The Notorious B.I.G. - T. Rex
- 2021 : Foo Fighters -	The Go-Go's - Jay-Z - Carole King - Todd Rundgren -	Tina Turner
- 2022 : Pat Benatar - Duran Duran - Eminem - Eurythmics - Dolly Parton - Lionel Richie - Carly Simon
- 2023 :  Kate Bush - Sheryl Crow - Missy Elliott - George Michael - Willie Nelson - Rage Against the Machine - The Spinners (groupe américain)
- 2024 : Mary J. Blige - Cher - Dave Matthews Band - Foreigner - Peter Frampton - Kool & the Gang - Ozzy Osbourne - A Tribe Called Quest
- 2025 : Bad Company - Chubby Checker - Joe Cocker - Cyndi Lauper - Outkast - Soundgarden - The White Stripes

### Artistes hors scène (Non-performers,Ahmet Ertegun Awardà partir de 2008)
Les artistes hors scène incluent les compositeurs, les producteurs, les disc jockeys, les cadres de l'industrie de la musique, les journalistes et autres professionnels.
- 1986 : Alan Freed - John Hammond - Sam Phillips
- 1987 : Leonard Chess - Jerry Wexler - Ahmet Ertegün - Jerry Leiber et Mike Stoller
- 1988 : Berry Gordy Jr
- 1989 : Phil Spector
- 1990 : Gerry Goffin et Carole King - Holland-Dozier-Holland
- 1991 : Dave Bartholomew - Ralph Bass
- 1992 : Bill Graham - Doc Pomus - Leo Fender
- 1993 : Dick Clark - Milt Gabler
- 1994 : Johnny Otis
- 1995 : Paul Ackerman
- 1996 : Tom Donahue
- 1997 : Syd Nathan
- 1998 : Allen Toussaint
- 1999 : George Martin
- 2000 : Clive Davis
- 2001 : Chris Blackwell
- 2002 : Jim Stewart
- 2003 : Mo Ostin
- 2008 : Kenny Gamble & Leon Huff
- 2010 : David Geffen - Barry Mann et Cynthia Weil - Ellie Greenwich et Jeff Barry - Jesse Stone - Mort Shuman - Otis Blackwell
- 2011 : Jac Holzman - Art Rupe
- 2012 : Don Kirshner
- 2013 : Lou Adler - Quincy Jones
- 2014 : Brian Epstein - Andrew Loog Oldham
- 2016 : Bert Berns
- 2020 : Irving Azoff - Jon Landau
- 2021 : Clarence Avant
- 2022 : Jimmy Iovine - Sylvia Robinson
- 2023 : Don Cornelius
- 2024 : Suzanne de Passe
- 2025 : Lenny Waronker

### Pionniers (Early influences)
Il s'agit principalement de musiciens country, folk et blues.
- 1986 : Robert Johnson - Jimmy Yancey - Jimmie Rodgers
- 1987 : Louis Jordan - T-Bone Walker - Hank Williams
- 1988 : Woody Guthrie - Leadbelly - Les Paul
- 1989 : The Ink Spots - Bessie Smith - The Soul Stirrers
- 1990 : Louis Armstrong - Ma Rainey
- 1991 : Howlin' Wolf
- 1992 : Elmore James - Professor Longhair
- 1993 : Dinah Washington
- 1994 : Willie Dixon
- 1995 : The Orioles
- 1996 : Pete Seeger
- 1997 : Bill Monroe - Mahalia Jackson
- 1998 : Jelly Roll Morton
- 1999 : Charles Brown - Bob Wills & His Texas Playboys
- 2000 : Billie Holiday - Nat King Cole
- 2008 : Little Walter
- 2009 : Wanda Jackson
- 2012 : Freddie King
- 2015 : The "5" Royales
- 2018 : Sister Rosetta Tharpe[2]
- 2021 : Kraftwerk - Charley Patton - Gil Scott-Heron
- 2022 : Harry Belafonte - Elizabeth Cotten
- 2023 : DJ Kool Herc - Link Wray
- 2024 : Alexis Korner - John Mayall - Big Mama Thornton
- 2025 : Salt-N-Pepa - Warren Zevon

### Artistes d'appui (SidemenpuisMusical Excellenceà partir de 2011)
Cette catégorie inclut les musiciens de studio et de concert qui ne sont pas les vedettes du spectacle. Ils sont choisis par un comité composé surtout de producteurs.
- 2000 : Earl Palmer - Hal Blaine - James Jamerson - King Curtis - Scotty Moore
- 2001 : James Burton - Johnnie Johnson
- 2002 : Chet Atkins
- 2003 : Benny Benjamin - Floyd Cramer - Steve Douglas
- 2008 : Little Walter
- 2009 : Bill Black - D.J. Fontana - Spooner Oldham
- 2011 : Leon Russell
- 2012 : Tom Dowd - Glyn Johns - Cosimo Matassa
- 2014 : E Street Band
- 2015 : Ringo Starr
- 2017 : Nile Rodgers
- 2021 : LL Cool J - Billy Preston - Randy Rhoads
- 2022 : Jimmy Jam et Terry Lewis - Judas Priest
- 2023 : Chaka Khan - Al Kooper - Bernie Taupin
- 2024 : Jimmy Buffett - MC5 - Dionne Warwick - Norman Whitfield
- 2025 : Thom Bell - Nicky Hopkins - Carol Kaye

### Artistes honorés pour l'ensemble de leur carrière (Lifetime Achievement)
- 1986 : John Hammond
- 1991 : Nesuhi Ertegün
- 2004 : Jann S. Wenner
- 2005 : Frank Barsalona - Seymour Stein
- 2006 : Herb Alpert & Jerry Moss

## Controverses
Un certain nombre de personnes critiquent le Rock and Roll Hall of Fame : certains admirateurs de rock progressif et de heavy metal estiment que des artistes importants en sont sciemment exclus. D'autres estiment que le nombre de sélectionnés est trop grand, ce qui diminue l'importance des nominations.
Certaines personnes notent que la plupart des artistes sélectionnés sont de nationalité américaine ou britannique, ce qui laisse de côté, par exemple, des artistes canadiens ou allemands influents. Certains aussi croient que le comité de sélection du Rock and Roll Hall of Fame n'est contrôlé que par quelques membres, notamment le fondateur Jann Wenner et le compositeur Dave Marsh, ce qui ne permet pas de bien représenter l'évolution de cette industrie musicale. Enfin, le musée accueille des artistes de reggae, de pop, de disco, de funk et de rap, qui ne sont pas reconnus au départ pour leur apports au rock.
Les membres survivants du groupe britannique de punk rock les Sex Pistols, introduits au Rock and Roll Hall of Fame en 2006, ont refusé de participer à la cérémonie, critiquant son aspect mercantile et comparant le musée, dans une lettre de Johnny Rotten lue pendant la cérémonie, à une « tache de pisse » (piss stain) : « We're not coming. We're not your monkey and so what? ».